# РДС-5
РДС-5 — советская экспериментальная тактическая атомная бомба имплозивного типа оболочечно-ядерной конструкции, разработанная в начале 1950-х в КБ-11. РДС-5 аналогична РДС-4 за исключением комбинированной начинки ядра состоящего из 239Pu и 235U. Испытания нескольких вариантов РДС-5 проводились на Семипалатинском полигоне путём сбрасывания их с бомбардировщика Ту-4 в сентябре 1953 года. В октябре 1954 была испытана модернизированная РДС-5 с внешним источником нейтронов и новой автоматикой подрыва, что увеличило энерговыделение в отличие от предыдущих испытаний.
| № | Дата                  | Тип взрыва       | Мощность | Примечания                                      |
| - | --------------------- | ---------------- | -------- | ----------------------------------------------- |
| 1 | 3 сентября 1953 года  | Воздушный, 255 м | 5,8 кт   |                                                 |
| 2 | 8 сентября 1953 года  | Воздушный, 220 м | 1,6 кт   |                                                 |
| 3 | 10 сентября 1953 года | Воздушный, 220 м | 4,9 кт   |                                                 |
| 4 | 30 октября 1954 года  | Воздушный, 55 м  | 10 кт    | С внешним источником нейтронного инициирования. |